# Bezirk San Carlos
San Carlos ist ein Bezirk (distrito) der Provinz Panamá Oeste in Panama. Die Einwohnerzahl betrug laut Volkszählung 2023 22.201.

## Gliederung
Der Bezirk San Carlos ist administrativ in folgende Corregimientos unterteilt:
- San Carlos
- El Espino
- El Higo
- Guayabito
- La Ermita
- La Laguna
- Las Uvas
- Los Llanitos
- San José